# Gueuzaine
Gueuzaine est un hameau belge situé dans les cantons de l'Est sur le territoire de la commune de Waimes en province de Liège. 
Avant la fusion des communes de 1977, Gueuzaine faisait déjà partie de la commune de Waimes.

## Étymologie
Le nom de Gueuzaine est lié à celui du hameau voisin de Bruyères. Il vient de  Brugaria Jusana qui signifie Bruyère extérieure car le hameau se trouvait à l'extérieur de la principauté de Stavelot-Malmedy contrairement à Bruyères qui en faisait partie. Au fil des ans, Brugaria a disparu et Jusana s'est transformée en Geusen, Goysen, Geuseine et Gueuzaine. 
Le hameau s'appelle en allemand  Zur Heiden signifiant : À la Bruyère.

## Situation
Gueuzaine est situé sur un plateau herbager à une altitude moyenne de 550 mètres entre les villages de Waimes et Champagne. 
Ce hameau ardennais s'est implanté à la naissance du vallon du petit ruisseau de Gueuzaine, affluent de la Warche, dans un environnement de prairies vouées à l'élevage et souvent bordées de haies vives.

## Source et lien externe
- Histoire de Gueuzaine